# Майський Михайло Семенович
Михайло Семенович Майський (справжнє прізвище Булгаков; 3 червня 1889, м. Грайворон, Курська губернія — 31 грудня 1960) — український письменник.

## Життєпис
Народився 3 червня 1889 року у м. Грайвороні Курської губернії (Росія) в родині бондаря. Закінчив сільську школу в с. Братениці. Працював токарем на Харківському паровозо-будівельному заводі. Робітник-будівельник за професією.
В УСРР працював у Наркомосі, завідував робітничим відділом газети «Вісті».
Від 1920 року виступав як прозаїк, друкував оповідання в газеті «Пролетарій» (м. Харків). 
Був членом «Гарту», «ВАПЛІТЕ». У «Гарті» був відповідальним секретарем. 
Помер 31 грудня 1960 року.

## Творчість

### Збірки
- «Творці білого міста»;
- «Індустріальні етюди»;
- оповідання «Іспит», «Борг», «Злочин старого майстра» та ін.

### Сценарії фільмів
- «За чорне золото»;
- «Остап Бандура» (1924);
- «Секрет рапіда» (1930).

Був членом Спілки письменників України.